# 양산 내원사
내원사(內院寺)는 대한민국 경상남도 양산시에 위치한 대한불교조계종 소속의 사찰이다.
조계종 제15교구 본사 통도사의 말사이며, 양산시 하북면 천성산 기슭에 있다. 경부고속도로를 가운데 두고 통도사가 있는 취서산과 마주보고 있어, 취서산을 통도사를 창건한 자장율사의 산, 천성산을 내원사를 창건한 원효대사의 산이라고도 한다.
전설에 따르면 신라 선덕여왕 때 창건되었다. 당시 동래군에 머물던 원효가 멀리 당나라에서 뒷산이 무너져 수도하던 사람들이 깔려 죽을 것을 꿰뚫어 보고 "해동원효 척판구중(海東元曉 拓板救衆)"이라고 쓴 판자를 던져 천 명의 사람들을 구했다. 구출된 사람들이 도를 구하며 원효를 찾아와, 원효가 이들을 데리고 이동하다가 산신령을 만난 곳에 산령각을 지었다는 이야기다. 원효가 이 곳에서 《화엄경》을 강의하여 이들이 득도하였기에 산 이름은 천성산이 되었다. 절의 이름은 멀리서 왔다는 의미로 내원사(來遠寺)로 불렀다.
조선 시대에 여러 번 중건되었으며, 대한제국 시기인 1898년에 유성(有性)이 수선사(修禪社)를 창설한 뒤 절 이름을 내원사로 개칭하고 동국제일선원이라고 부르면서 선불교 사찰로 유명해지기 시작했다. 경허의 제자인 혜월이 머물며 운봉, 향곡 등 선불교의 맥을 잇는 승려를 배출했으나, 한국 전쟁 때 큰 피해를 입어 사찰 건물이 전소되고 빈 터만 남게 되었다. 1959년에 비구니 수옥이 새로 절을 짓고 비구니 선원으로 재개했다.
절 일원은 경상남도기념물 제81호로 지정되어 있다. 천성산 원효터널 공사를 둘러싸고 도룡뇽 생태계 보호를 요구하며 장기간 단식을 하여 유명해진 지율 스님은 내원사의 산감이었다.

## 문화재 지정
양산 천성산 내원사 일원은 1985년 1월 14일 경상남도의 기념물 제81호 천성산, 내원사 일원으로 지정되었다가, 2018년 12월 20일 현재의 명칭으로 변경되었다.

### 보물
- 제1734호 - 양산 내원사 청동북

### 경상남도 유형문화재
- 제58호 - 양산 내원사 금고
- 제406호 - 양산 내원사 아미타삼존탱

### 경상남도 문화재자료
- 제342호 - 양산 내원사 석조보살좌상

## 같이 보기
- 천성산
- 지율

## 참고 자료
- 천성산내원사일원 - 국가유산청 국가유산포털
- 윤성효 (2004년 7월 22일). “천성산 내원사 계곡 "산도 하늘도 같은 빛깔"”. 오마이뉴스. 2008년 6월 4일에 확인함.
- 변종만 (2008년 1월 28일). “천성산 기슭의 내원사”. 오마이뉴스. 2008년 6월 4일에 확인함.